# Haitański Komitet Olimpijski
Haitański Komitet Olimpijski (fr. Comité olympique haïtien) – haitańskie stowarzyszenie związków i organizacji sportowych. Zajmuje się przede wszystkim organizacją udziału reprezentacji Haiti w igrzyskach olimpijskich oraz upowszechnianiem idei olimpijskiej, promocją i reprezentowaniem haitańskiego sportu w organizacjach międzynarodowych, w tym w Międzynarodowym Komitecie Olimpijskim i w PanamSports, organizacji zrzeszającej 41 państwowych komitetów olimpijskich z Ameryki Północnej, Południowej i Karaibów.
Formalnie powstał w 1914 roku, a w 1924 roku został przyjęty do Międzynarodowego Komitetu Olimpijskiego. Jak dotąd (2025) jedynymi medalistami letnich igrzysk olimpijskich z tego karaibskiego państwa są Ludovic Augustin, Destin Destine, Eloi Metullus, Astrel Rolland i Ludovic Valborge, którzy zdobyli brązowy medal w strzelectwie w drużynowej konkurencji karabinu dowolnego podczas igrzysk w 1924 roku, oraz Sylvio Cator, który zdobył srebrny medal w skoku w dal podczas igrzysk w 1928 roku. Nieoficjalnie Haiti miało swoich reprezentantów także podczas igrzysk w 1900 roku w Paryżu. Od 1984 Haitański Komitet Olimpijski wysyła swoich sportowców na każde letnie igrzyska.   
W zimowej odsłonie tej imprezy Haiti zadebiutowalo w 2022 w Pekinie. Jedynym reprezentantem Haiti był wtedy narciarz alpejski Richardson Viano, który zajął 34. miejsce w konkurencji slalomu mężczyzn.
Obecnie (2025) jego przewodniczącym jest Hans Larsen. Siedziba Komitetu mieści się w Pétionville przy Rue Clerveaux pod numerem 48.